# Djembe

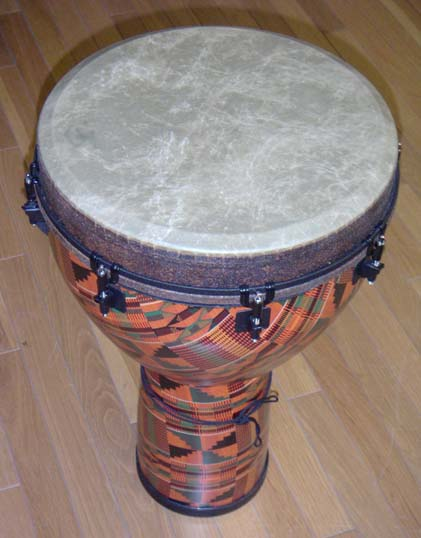
Djembe

Djembe [džembe], djimbe, jembe, jenbe, yembe či sanbanyi je buben pocházející ze Západní Afriky – Mali.

## Historie
Djembe pochází od kmene Malinků (Malinke v překladu znamená „člověk z Mali“), kteří žili před 2000 lety západně od dnešního Bamaka, hlavního města Mali. Malinkové obývali území nazývané Manding a ve 3. století na tomto území založili království Mandin, které bylo až do 12. století vazalským státem říše Ghana. Ve 13. století Malinkové vytvořili velký státní útvar, říši Mali, jejíž centrum tvoří Manding, území od Bamaka po severní Guineu, kterou obývají stejnojmenné kmeny Mandingo. Djembe se tak víceméně stalo dominantním nástrojem u etnických skupin v Mali. Po rozdělení západní Afriky na kolonie, z nichž se později staly novodobé státy, lze potomky Malinků najít v oblasti zahrnující Mali, Senegal, Guineu, Pobřeží slonoviny atd. Djembe tak nezůstalo jen u Malinků, ale stalo se charakteristickým hudebním nástrojem prakticky pro celou západní Afriku.
Zájem Evropy a Ameriky o djembe a způsob hry je spojený se začátky turné afrických skupin po světě. Takže okolo 50.–60. let 20. století se mezinárodní publikum blíže seznámilo se západoafrickou hudbou. Dnes je djembe známé po celém světě.

## Popis

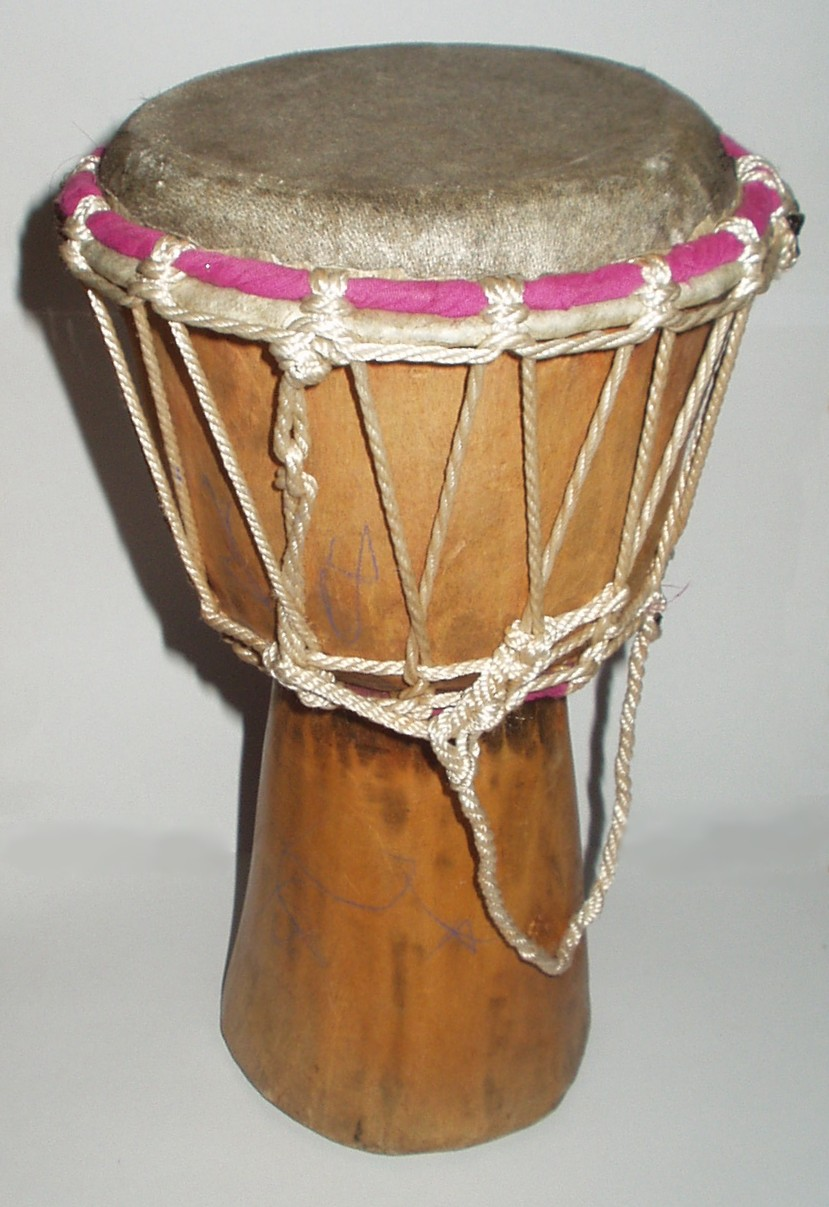
Djembe

Djembe se řadí do skupiny bubnů tzv. „pohárovitých“, a jednohlavých (kůže jen z jedné strany). Velikost djembe se většinou pohybuje 50–65 cm výšky a 30–40 cm průměru. Vyrábějí se i v menších velikostech, ale ty se v Africe tolik nepoužívají, ale zato jsou oblíbeny v Evropě.
Jeho tělo je vyrobeno z kmene stromu – tropické dřeviny, které mají různé africké názvy: lenké, dugura, worojiri, dogora, guéni, caicedrat…Pod těmito názvy jsou ukryty hlavně druhy afrického mahagonu, nejčastěji je to mahagon bissilon (Khaya senegalensis). V rodné oblasti djembe se dnes používají dřeviny nazvané v jazyce Malinků a Bambarů lenké a dogura. Djembe vyrobené ze dřeva lenké (jde o mahagon bissilion) mají zpravidla charakteristickou tmavě hnědou barvu, která často v nejširší části korpusu ostře přechází do světle žluté. Djembe z dogury (dřevo je o něco měkčí) jsou zbarveny červeno-hnědou.
Korpus (tělo) je nejdůležitější část djembe. Nedá se vyměnit a jeho úprava je omezená. Je ručně vytesaný a vydlabaný z jednoho kusu dřeva, který je na počátku částí celého kmene. Z něj je potom „podle oka“ vyrobený celý, skoro úplně okrouhlý a symetrický korpus djembe. Jsou přitom použity jen speciální sekery, dláta a nože. Nejzkušenější a nejzdatnější výrobce je schopen vyrobit dva až tři korpusy velkého djembe za jediný den. Na korpusu je možné vyhradit tři části: tělo, nohu a prsten (límec). Tělo je horní část ve které se vytváří zvuk, směrem dolu se zužuje a přechází na nohu, která se směrem dolu mírně rozšiřuje. Střední, nejužší část bubnu, od které se noha začíná rozšiřovat se nazývá prsten.
Kvalitu, rozsah a barvu zvuku djembe však neurčuje jen vnější tvar korpusu, případně přechod těla na prsten uvnitř. Velkou roli tu hraje kvalita opracování celého vnitřku djembe. Ten by měl být (aspoň přibližně) tak hladký jako vnější strana. V Africe je zvykem namazat vnitřek djembe tukem z kokosových ořechů. Důvodem je hlavně impregnace dřeva proti vlhku. Korpus djembe bývá napuštěn i z venku (kromě hrany, která se dotýká kůže). Dnes se můžeme setkat s použitím bezbarvého laku, jako vnějším nátěrem djembe.

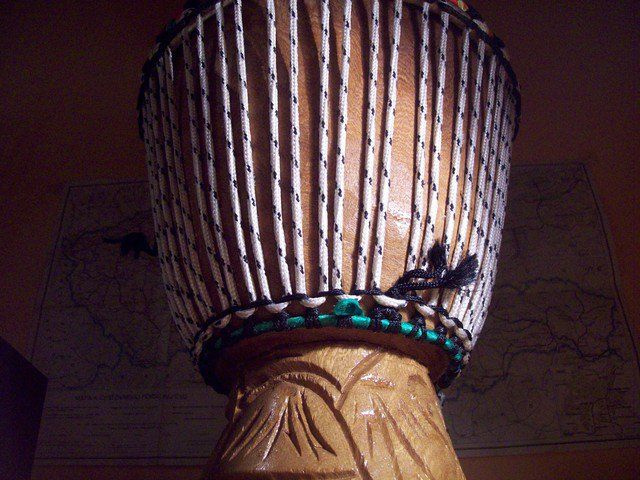
Djembe drum

Kůže je na djembe na rozdíl od korpusu jen epizodou (může se měnit). Dříve se djembe potahovalo kůžemi z antilop, které byly časem nahrazeny kozími kůžemi. Usušená kůže se několik hodin máčí ve vodě a za mokra se (srstí vrchem) natahuje na djembe pomocí kovových obručí a provazu. Natažená kůže se ještě za mokra mechanicky zbaví srsti a nadbytečná kůže se po obvodě odřeže. Djembe se nechá usušit a potom se kůže dopne. Tradiční africké hraní vyžaduje maximálně napnutou kůži. Každá kůže má svůj charakteristický zvuk, který je daný její tloušťkou. Tenčí kůže má vyšší tón a netřeba ji až tak dopínat jako tlustou. Když máme novou kůži, tak se dá říct, že se její zvuk po pár týdnech hraní zlepší. Je to dané tím, že se kůže lépe usadí a získá pružnost. Přitom je běžné, že po nějaké době povolí a musí se dopnout. Ale musí se počítat s tím, že k povolení dochází i po delším hraní. Nejlepší je kůži dopnout před hraním nebo pár hodin po hraní. Ne hned po nebo při hraní, to se kůže zúží a snižuje se její životnost.

## Způsob hry
Na djembe se zpravidla hraje dlaní a prsty. Při hře rozeznáváme tři základní zvuky (používají se pro ně různě názvy) – basový, středový a výškový.
- Basový (bass) – vytváří se úderem celé uvolněné dlaně do středu bubnu. Po úderu ruka nesmí zůstat ležet na kůži (buben se nerozezní).
- Středový (tom) – při něm konec dlaně naráží o hranu bubnu, prsty jsou pevně nataženy a spolu. Dlaň dopadá tak, že klouby jsou, buď těsně nad nebo pod hranou (jinak se odřete)

- Výškový (slap) – se vytváří podobně jako středový. Poloha ruky se nemění, ale prsty jsou uvolněny a úhel dopadu na hranu je větší. Při úderu prsty jen šlehnou o kůži, čímž se vytvoří pronikavý vysoký tón.

U obou vnějších úderech musí být palec odtažen od dlaně, jinak si ho omlátíte o obruč. U všech úderů by mělo být předloktí s dlaní v rovině. Tyto základní údery bývají doplněny množstvím dalších úderů, poloúderů a tlumení.